# Deaflympics d'été de 1931
Les Deaflympics d'été de 1931, officiellement appelés les 3e International Silent Games (en allemand : 3. Internationale Stille Spiele, c'est-à-dire 3e Jeux internationaux silencieux), ont lieu du 19 août 1931 au 23 août 1931 à Nuremberg, en Allemagne.
Ces Jeux rassemblent 316 athlètes de 14 pays. Ils participent à six sports et sept disciplines qui regroupent un total de quarante-trois épreuves officielles.

## Organisation
Le Comité international des sports des Sourds a décidé de décaler les 3e Deaflympics d’été, prévus en 1932, en 1931 pour séparer les Jeux olympiques qui aurait lieu en 1932. Les athlètes polonais sont reconduits à la frontière de l'Allemagne-Pologne en raison de la politique nazie de l'Allemagne.

## Sport

### Sports individuels
- Athlétisme
- Cyclisme sur la route
- Natation
- Tennis
- Tir sportif
- Plongeon

### Sports en équipe
- Football

## Pays participants
On compte quatorze pays participants, cinq pays font sa première participation: Finlande, Suède, Norvège, Danemark et Italie. Et la Pologne voit sa participation refusée par la politique d'Allemagne, les débuts de la régime de nazi.
- Autriche
- Allemagne
- Belgique
- Danemark
- France
- Royaume-Uni
- Hongrie
- Pays-Bas
- Suède
- Italie
- Suisse
- Tchécoslovaquie
- Norvège
- Finlande

## Compétition

### Tableau des médailles
- Pays organisateur (Pays-Bas)

| Rang    | Nation          | Or | Argent | Bronze | Total |
| ------- | --------------- | -- | ------ | ------ | ----- |
| 1       | Allemagne       | 14 | 12     | 10     | 36    |
| 2       | Danemark        | 10 | 2      | 5      | 17    |
| 3       | France          | 5  | 10     | 11     | 26    |
| 4       | Suède           | 4  | 3      | 0      | 7     |
| 5       | Hongrie         | 3  | 2      | 0      | 5     |
| 6       | Belgique        | 3  | 1      | 3      | 7     |
| 7       | Finlande        | 2  | 5      | 3      | 10    |
| 8       | Norvège         | 1  | 1      | 2      | 4     |
| 9       | Italie          | 1  | 1      | 0      | 2     |
| 10      | Royaume-Uni     | 0  | 2      | 9      | 11    |
| 11      | Tchécoslovaquie | 0  | 0      | 1      | 1     |
| 11      | Pays-Bas        | 0  | 0      | 1      | 1     |
| 13      | Autriche        | 0  | 0      | 0      | 0     |
| 13      | Suisse          | 0  | 0      | 0      | 0     |
| Total： | Total：         | 43 | 39     | 45     | 127   |

### La France aux Deaflympics
Il s'agit de sa 3e participation aux Deaflympics d'été. 47 athlètes français étaient venus pour concourir sous le drapeau français, et ils ont pu remporter cinq médailles d'or, dix médailles d'argent et onze médailles de bronze.